# Крылов, Виталий
Вита́лий Крыло́в — советский и российский пловец — паралимпиец. Двукратный паралимпийский чемпион и двукратный бронзовый призёр летних Паралимпийских игр. Экс-рекордсмен мира. Заслуженный мастер спорта России по плаванию среди спортсменов с нарушением зрения.

## Спортивные результаты

### Летние Паралимпийские игры

#### Выступления за Объединённую команду
| Год  | Соревнование        | Город              | Вид                      | Место | Спортивный результат | Примечание |
| ---- | ------------------- | ------------------ | ------------------------ | ----- | -------------------- | ---------- |
| 1992 | Паралимпийские игры | Барселона, Испания | Вольный стиль, 50 м - B2 | 7     | 28.46                |            |
| 1992 | Паралимпийские игры | Барселона, Испания | Комплекс, 200 м - B2     | 7     | 2:40.70              |            |
| 1992 | Паралимпийские игры | Барселона, Испания | Брасс, 100 м - B2        | 1     | 1:15.16 WR           |            |
| 1992 | Паралимпийские игры | Барселона, Испания | Брасс, 200 м - B2        | 1     | 2:44.37 WR           |            |

#### Выступления за Россию
| Год  | Соревнование        | Город        | Вид                      | Место | Спортивный результат | Примечание |
| ---- | ------------------- | ------------ | ------------------------ | ----- | -------------------- | ---------- |
| 1996 | Паралимпийские игры | Атланта, США | Вольный стиль, 50 м - B2 | 10    | 28.58                |            |
| 1996 | Паралимпийские игры | Атланта, США | Брасс, 100 м - B2        | 3     | 1:17.92              |            |
| 1996 | Паралимпийские игры | Атланта, США | Брасс, 200 м - B2        | 3     | 2:44.08              |            |

## Награды
- Заслуженный мастер спорта России (1992).